# علی‌اکبر صدیق
علی‌اکبر صدیق مرزبانیان از سیاستمداران ایرانی بود، که در دوره‌  دهم بعنوان نماینده شاهرود  در مجلس شورای ملی حضور داشت.